# Saint-Pierre-en-Port
Saint-Pierre-en-Port est une commune française située dans le département de la Seine-Maritime, en région Normandie.

## Géographie
| Manche               | Manche                |                        |
| Életot               | Saint-Pierre-en-Port  | Sassetot-le-Mauconduit |
| Ecretteville-sur-Mer | Ancretteville-sur-Mer |                        |

La commune est située dans le pays de Caux. Son territoire s'étend jusqu'à la mer.

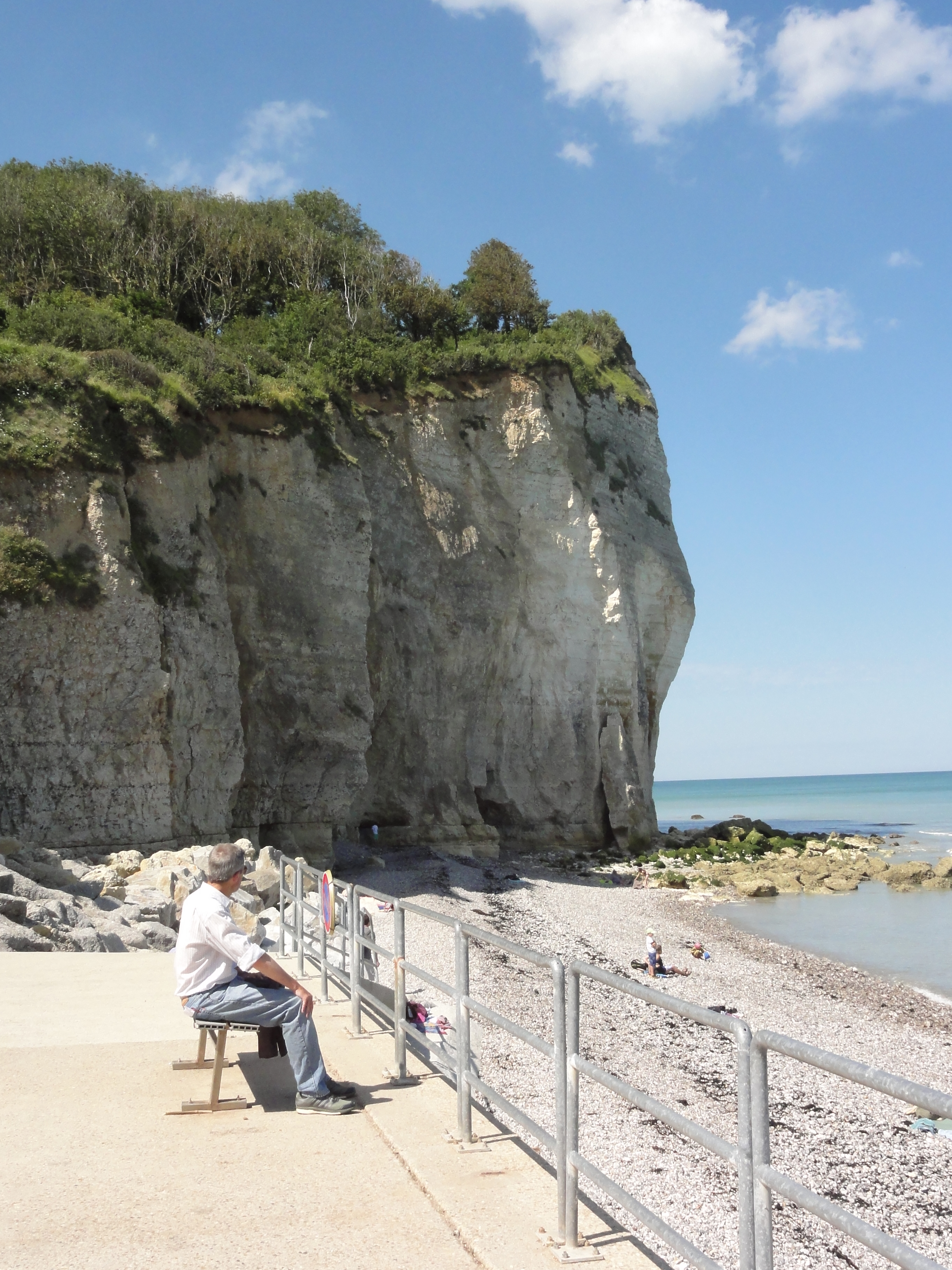
Falaise sud de la plage de Saint-Pierre-en-Port.
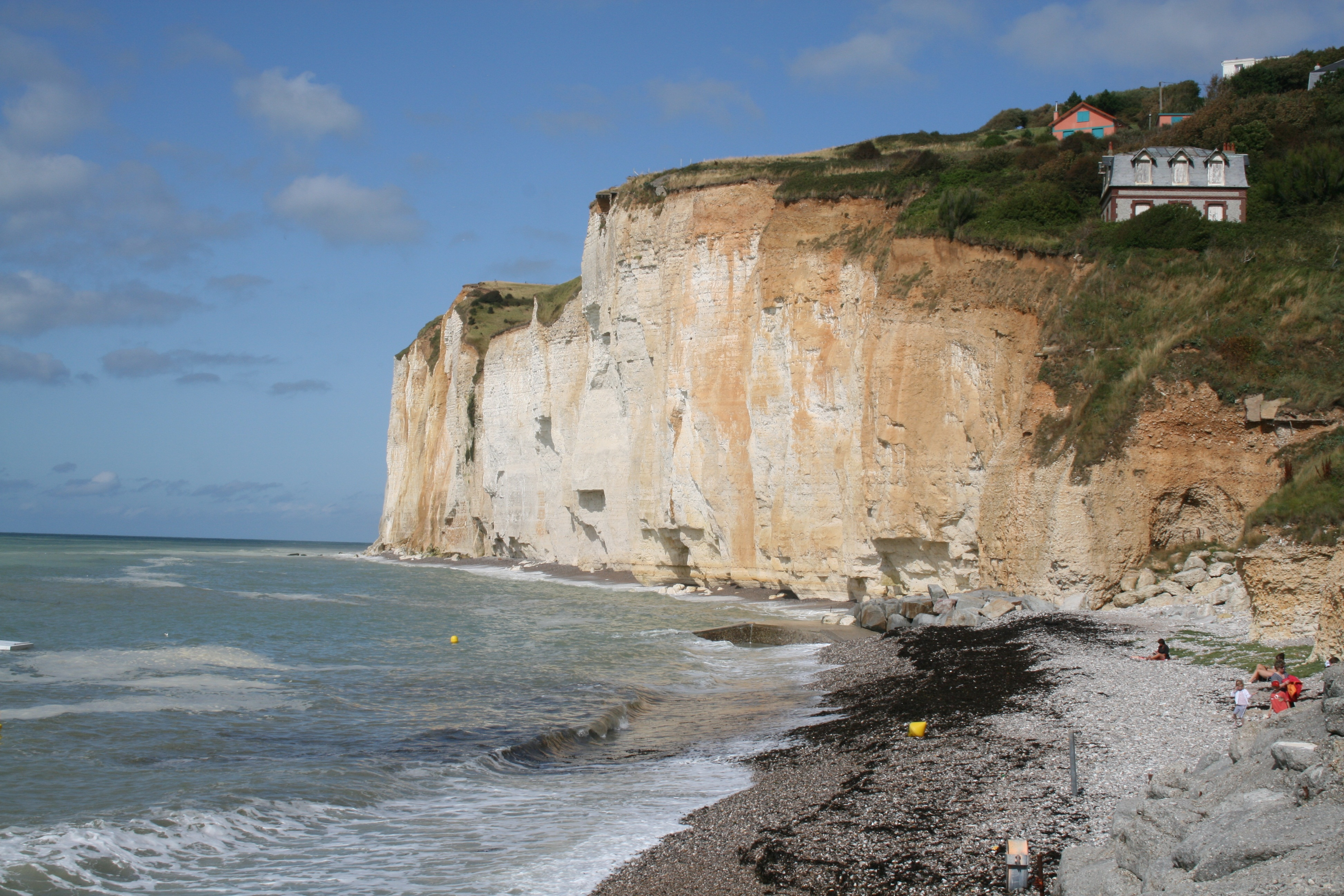
Falaises nord de la plage de Saint-Pierre-en-Port.

### Hydrographie
La commune est située dans le bassin Seine-Normandie. Elle n'est drainée par aucun cours d'eau,.

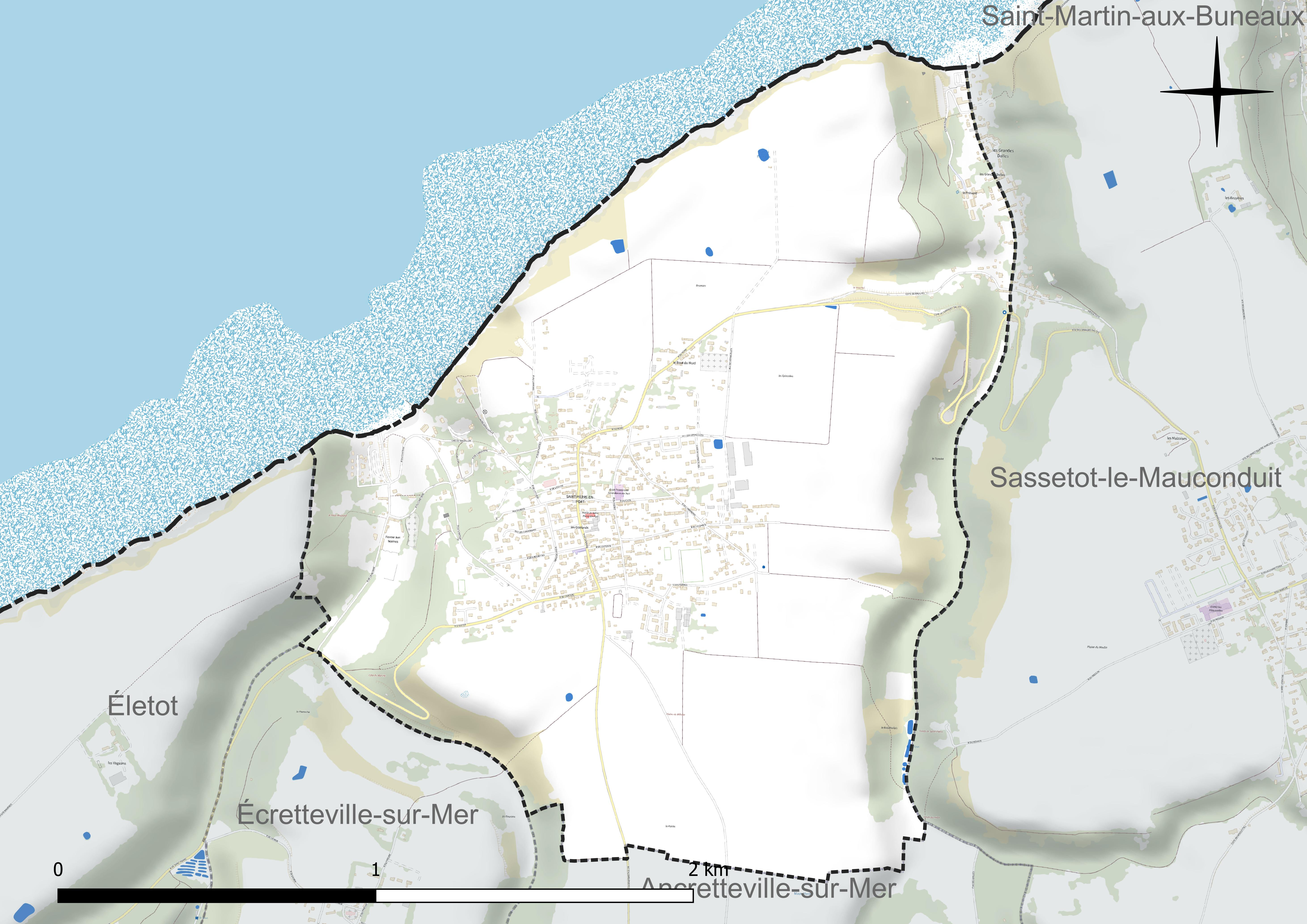
Réseau hydrographique de Saint-Pierre-en-Port.

### Climat
Pour des articles plus généraux, voir Climat de la Normandie et Climat de la Seine-Maritime.
En 2010, le climat de la commune est de type climat océanique franc, selon une étude du CNRS s'appuyant sur une série de données couvrant la période 1971-2000. En 2020, Météo-France publie une typologie des climats de la France métropolitaine dans laquelle la commune est exposée à un climat océanique et est dans la région climatique Côtes de la Manche orientale, caractérisée par un faible ensoleillement (1 550 h/an) ; forte humidité de l’air (plus de 20 h/jour avec humidité relative > 80 % en hiver), vents forts fréquents. Parallèlement le GIEC normand, un groupe régional d’experts sur le climat, différencie quant à lui, dans une étude de 2020, trois grands types de climats pour la région Normandie, nuancés à une échelle plus fine par les facteurs géographiques locaux. La commune est, selon ce zonage, exposée à un « climat maritime », correspondant au Pays de Caux, frais, humide et pluvieux, légèrement plus frais que dans le Cotentin.
Pour la période 1971-2000, la température annuelle moyenne est de 10,5 °C, avec une amplitude thermique annuelle de 12,9 °C. Le cumul annuel moyen de précipitations est de 869 mm, avec 12,6 jours de précipitations en janvier et 8,6 jours en juillet. Pour la période 1991-2020, la température moyenne annuelle observée sur la station météorologique la plus proche, située sur la commune d'Ectot-lès-Baons à 29 km à vol d'oiseau, est de 10,8 °C et le cumul annuel moyen de précipitations est de 905,5 mm,. Pour l'avenir, les paramètres climatiques de la commune estimés pour 2050 selon différents scénarios d'émission de gaz à effet de serre sont consultables sur un site dédié publié par Météo-France en novembre 2022.

## Urbanisme

### Typologie
Au 1er janvier 2024, Saint-Pierre-en-Port est catégorisée commune rurale à habitat dispersé, selon la nouvelle grille communale de densité à sept niveaux définie par l'Insee en 2022.
Elle est située hors unité urbaine. Par ailleurs la commune fait partie de l'aire d'attraction de Fécamp, dont elle est une commune de la couronne,. Cette aire, qui regroupe 26 communes, est catégorisée dans les aires de moins de 50 000 habitants,.
La commune, bordée par la Manche, est également une commune littorale au sens de la loi du 3 janvier 1986, dite loi littoral. Des dispositions spécifiques d’urbanisme s’y appliquent dès lors afin de préserver les espaces naturels, les sites, les paysages et l’équilibre écologique du littoral, tel le principe d'inconstructibilité, en dehors des espaces urbanisés, sur la bande littorale des 100 mètres, ou plus si le plan local d’urbanisme le prévoit.

### Occupation des sols
L'occupation des sols de la commune, telle qu'elle ressort de la base de données européenne d’occupation biophysique des sols Corine Land Cover (CLC), est marquée par l'importance des territoires agricoles (65,2 % en 2018), en diminution par rapport à 1990 (69,1 %). La répartition détaillée en 2018 est la suivante : 
terres arables (61,4 %), zones urbanisées (19,5 %), forêts (12,7 %), prairies (3,8 %), zones humides côtières (2,6 %). L'évolution de l’occupation des sols de la commune et de ses infrastructures peut être observée sur les différentes représentations cartographiques du territoire : la carte de Cassini (XVIIIe siècle), la carte d'état-major (1820-1866) et les cartes ou photos aériennes de l'IGN pour la période actuelle (1950 à aujourd'hui).

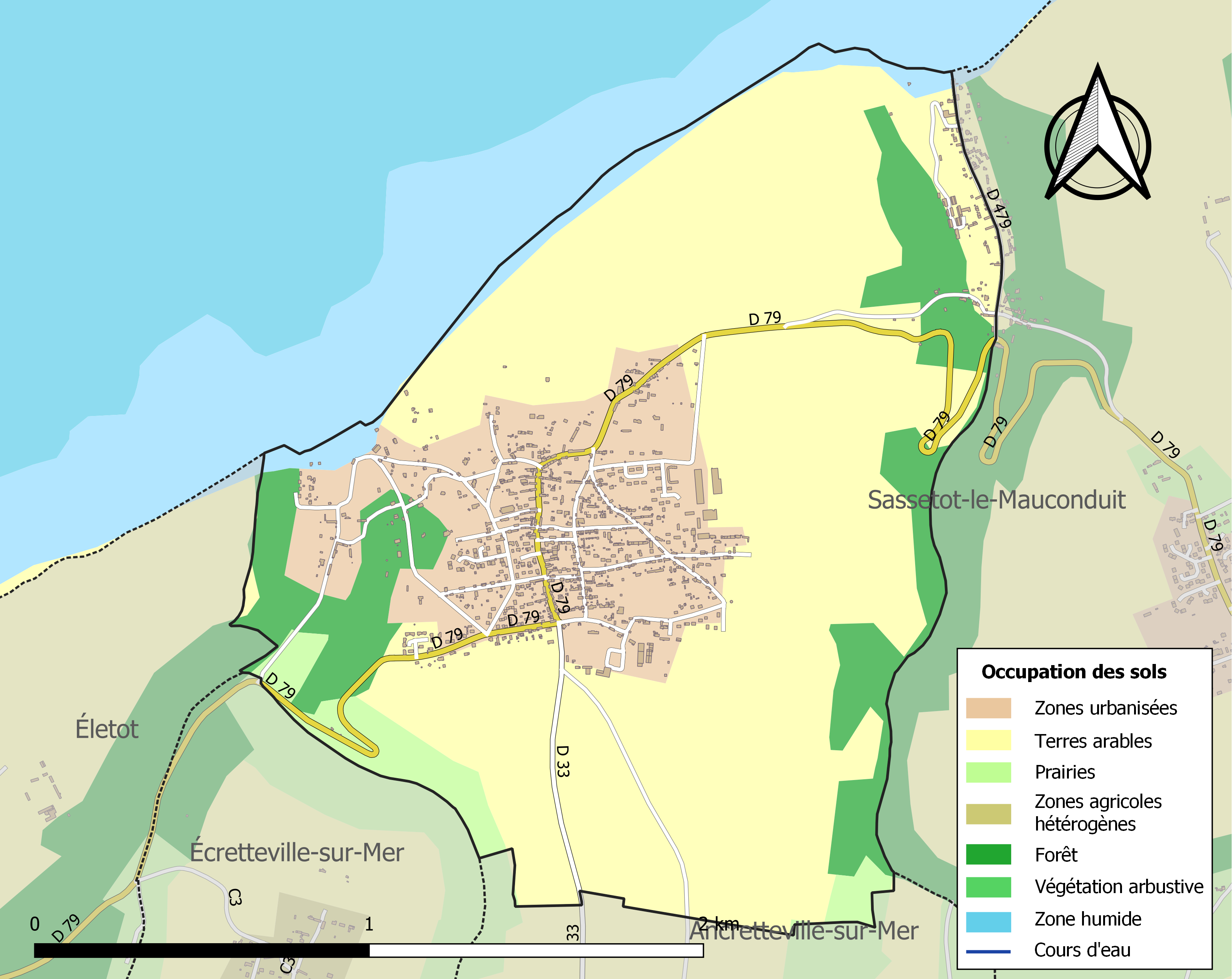
Carte des infrastructures et de l'occupation des sols de la commune en 2018 (CLC).

## Toponymie
Le nom de la localité est attesté sous les formes latinisées Sancti Petri Portus vers 1240,, Sancti Petri in portu en 1271, Saint Pierre port en 1319, Sanctus Petrus in Portu en 1337, Saint Pierreport en 1412, Saint Pierre Port en 1431, Sancti Petri in Portu en 1434, Saint Pierre en port en 1472.
L'hagiotoponyme Saint-Pierre fait référence à Pierre (apôtre) qui est le saint patron de la paroisse. La forme la plus ancienne et les formes romanes impliquent le sens de « port de saint-Pierre ». Il s'agit d'une formation toponymique antérieure dans laquelle l'appellatif port est postposé, selon un mode de composition déterminant + appellatif caractéristique des formations toponymiques anciennes typiques de la plupart des pays normands et au-delà dans le nord et l'est de la France. Elle s'explique essentiellement par l'influence germanique et anglo-scandinave en Normandie.
La forme actuelle en-port n'a pas grand sens et résulte de la mauvaise latinisation in Portu qui apparaît dès la fin du XIIe siècle dans les textes rédigés en latin médiéval, mais qui n'est pas celle employée par la population locale jusqu'au milieu du XVe siècle. c'est seulement à partir de la fin du XVe siècle que la forme romane en-port se généralise d'après la latinisation erronée. En revanche Saint-Pierre-Port à Guernesey, Vatteport (Eure, à Vatteville, Vateport 1616) et Quenneport (Seine-Maritime, Val-de-la-Haye, Quenzico porta 872-875, Cheineport 1203) ont conservé leur mode de composition initial.
L'élément -port s'explique par le fait que le centre de la paroisse se trouvait jadis au bord de la mer. Il a été déplacé sur le plateau, en raison du recul du littoral.

## Histoire
Durant l'entre deux guerres, s'élevait le Sanatorium marin des Grandes-Dalles.
Situé le long de la plage des Grandes-Dalles, protégé des vents dominants par la falaise, ce sanatorium accueillait les enfants atteints de tuberculose ganglionnaire ou osseuse (dont le Mal de Pott).
Alternative plus efficace que l'hospitalisation, c'était à la fois un lieu de soin, de vie et d'éducation pour les enfants qui pouvaient y séjourner plusieurs années,. Il fut inauguré en 1924, agrandi en 1931, évacué durant la Seconde Guerre mondiale et finalement dynamité par l'armée allemande le 21 septembre 1943.

## Politique et administration

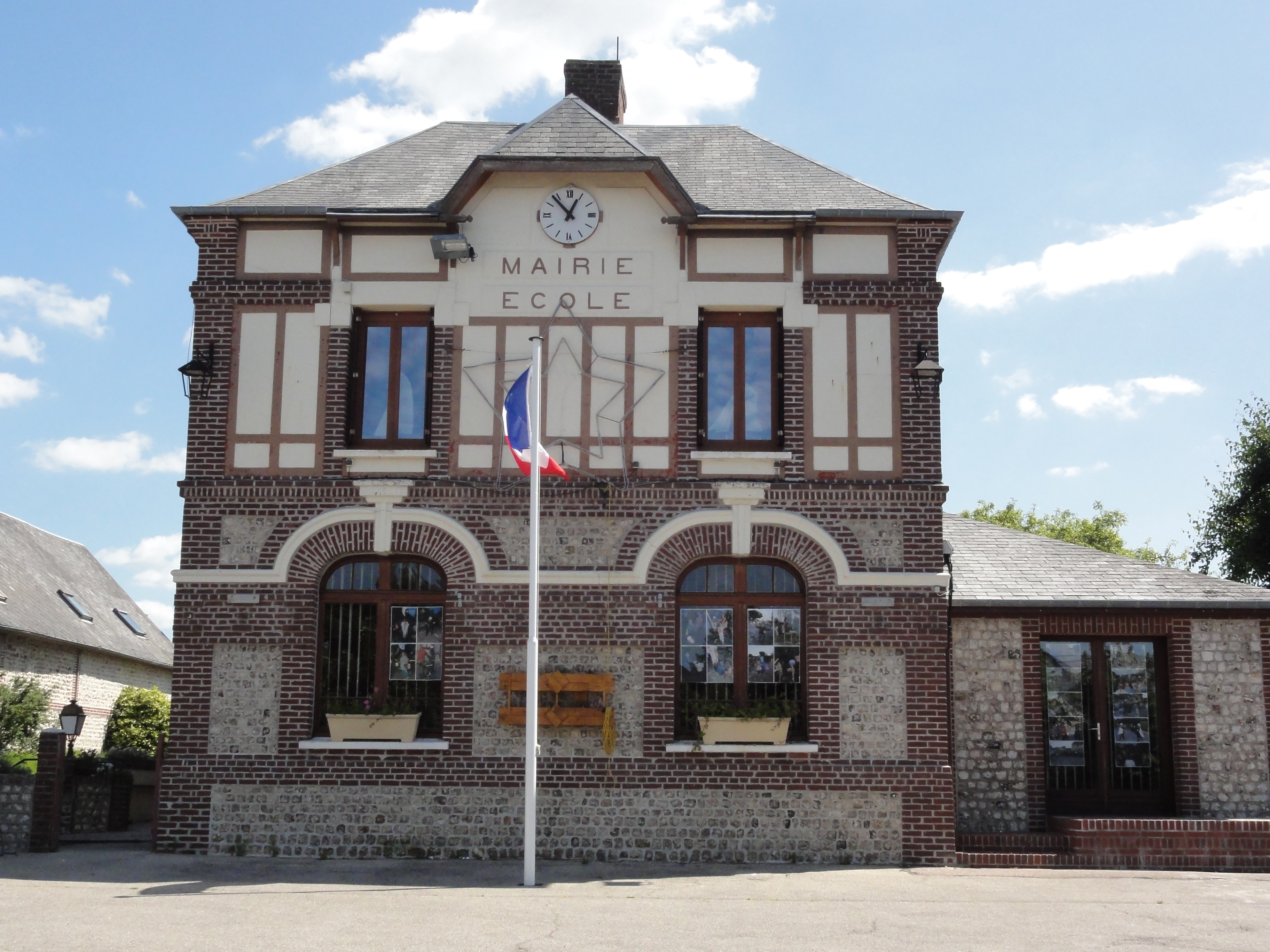
Mairie.

| Période                                  | Période                    | Identité            | Étiquette | Qualité                                                                           |
| ---------------------------------------- | -------------------------- | ------------------- | --------- | --------------------------------------------------------------------------------- |
| Les données manquantes sont à compléter. |                            |                     |           |                                                                                   |
| mars 2001                                | mars 2008                  | Hubert Tiennot      |           |                                                                                   |
| mars 2008                                | 2012                       | Jean-Paul Hervieux  |           | Auteur, correspondant de presse, cocréateur du musée des croyances Démissionnaire |
| 2012                                     | juillet 2020               | Jean-Claude Trépied |           | Retraité de l'enseignement                                                        |
| juillet 2020,                            | En cours (au 10 août 2020) | Emmanuel Favey      |           |                                                                                   |

## Démographie
L'évolution du nombre d'habitants est connue à travers les recensements de la population effectués dans la commune depuis 1793. Pour les communes de moins de 10 000 habitants, une enquête de recensement portant sur toute la population est réalisée tous les cinq ans, les populations de référence des années intermédiaires étant quant à elles estimées par interpolation ou extrapolation. Pour la commune, le premier recensement exhaustif entrant dans le cadre du nouveau dispositif a été réalisé en 2006.

En 2022, la commune comptait 833 habitants, en évolution de +0,36 % par rapport à 2016 (Seine-Maritime : +0,35 %, France hors Mayotte : +2,11 %).
| 1793  | 1800 | 1806 | 1821  | 1831  | 1836  | 1841  | 1846  | 1851  |
| ----- | ---- | ---- | ----- | ----- | ----- | ----- | ----- | ----- |
| 1 066 | 950  | 968  | 1 096 | 1 166 | 1 249 | 1 285 | 1 267 | 1 263 |

| 1856  | 1861  | 1866  | 1872  | 1876  | 1881  | 1886  | 1891  | 1896  |
| ----- | ----- | ----- | ----- | ----- | ----- | ----- | ----- | ----- |
| 1 197 | 1 211 | 1 249 | 1 260 | 1 144 | 1 124 | 1 161 | 1 162 | 1 215 |

| 1901  | 1906 | 1911 | 1921  | 1926  | 1931  | 1936  | 1946  | 1954  |
| ----- | ---- | ---- | ----- | ----- | ----- | ----- | ----- | ----- |
| 1 255 | 604  | 659  | 1 228 | 1 327 | 1 300 | 1 391 | 1 074 | 1 140 |

| 1962 | 1968 | 1975 | 1982 | 1990 | 1999 | 2006 | 2011 | 2016 |
| ---- | ---- | ---- | ---- | ---- | ---- | ---- | ---- | ---- |
| 995  | 922  | 856  | 853  | 832  | 802  | 838  | 832  | 830  |

| 2021 | 2022 | - | - | - | - | - | - | - |
| ---- | ---- | - | - | - | - | - | - | - |
| 830  | 833  | - | - | - | - | - | - | - |

## Culture locale et patrimoine

### Lieux et monuments

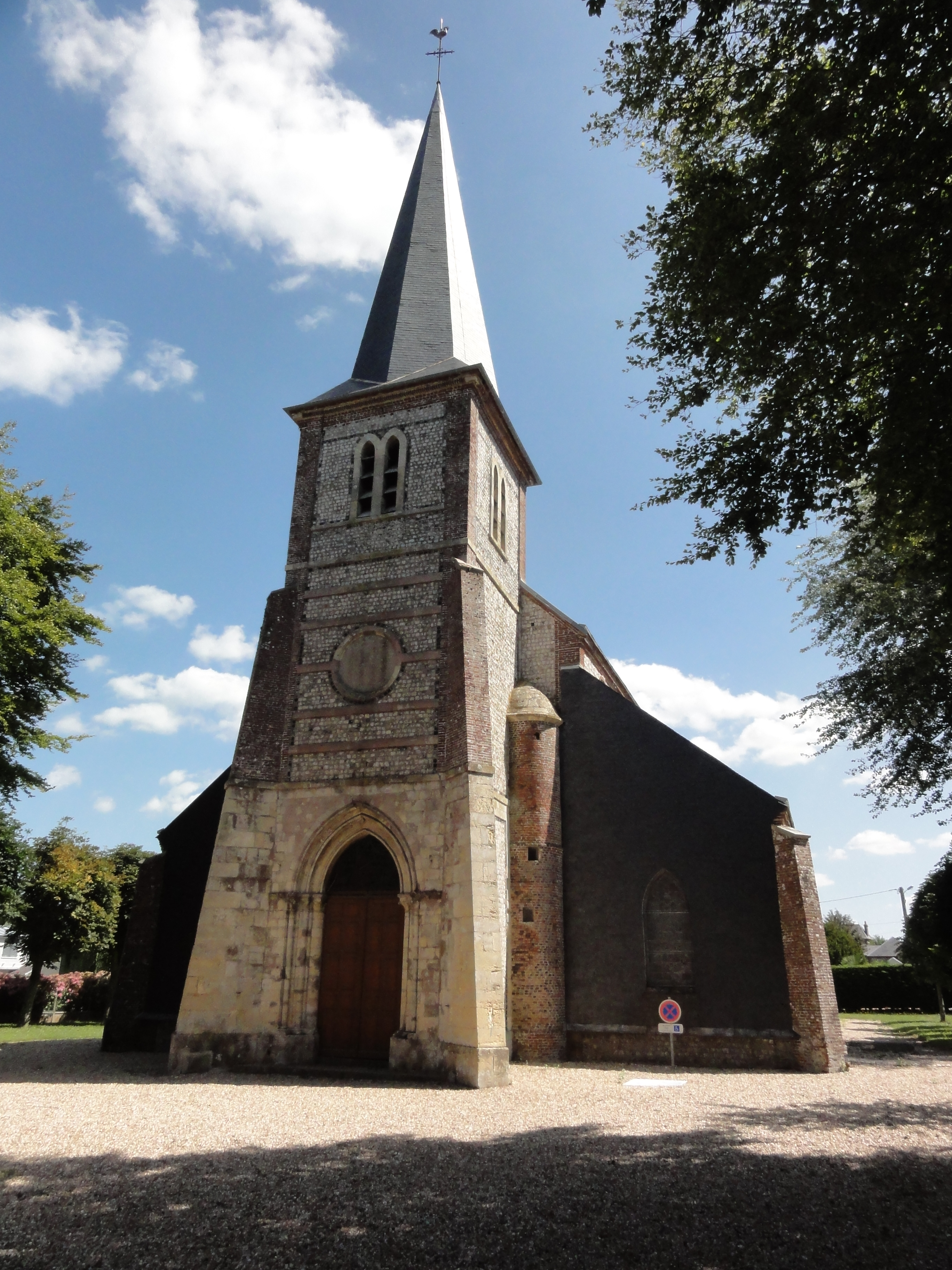
L'église Saint-Pierre.
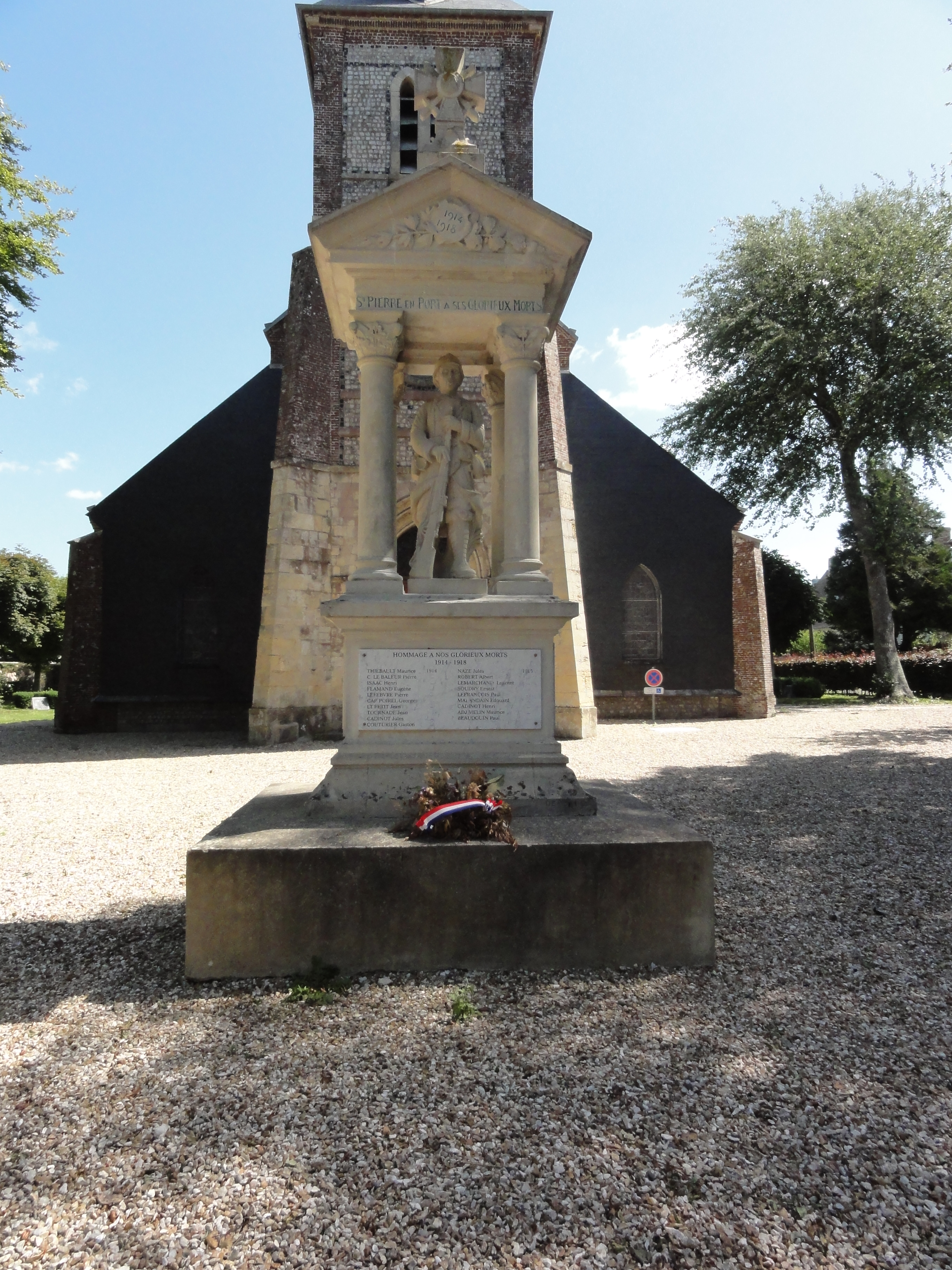
Le monument aux morts.
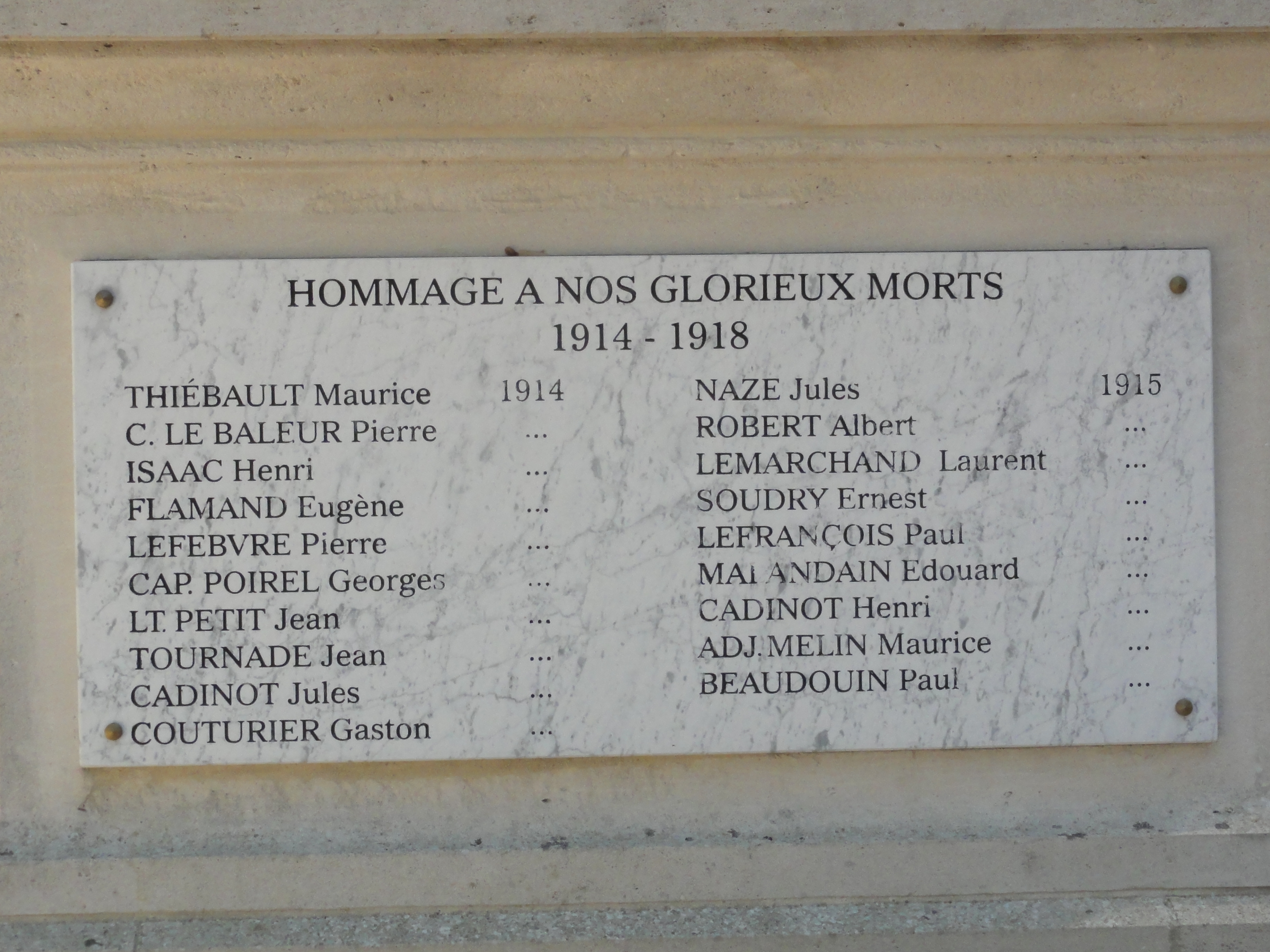
La croix nimbée à l'entrée du village.

- L'église Saint-Pierre.
- Le monument aux morts.
- Détail du monument aux morts.

### Personnalités liées à la commune
- Le peintre Roger Guerrant (1930-1977) est né dans la commune, mais il habitait à Écretteville-sur-Mer.

## Pour approfondir